# Lac-Long (ancienne circonscription fédérale)
Pour les articles homonymes, voir Lac Long.
Lac-Long est une circonscription électorale fédérale de la Saskatchewan, représentée de 1925 à 1935.
La circonscription du Lac-Long est créée en 1924 avec des parties de Last Mountain et de Regina. Abolie en 1933, elle est redistribuée parmi Lake Centre et Rosthern.

## Députés
1. 1925-1930 — John Frederick Johnston, PPC/PLC
2. 1930-1935 — Walter Davy Cowan, CON

- CON = Parti conservateur du Canada (ancien)
- PLC = Parti libéral du Canada
- PPC = Parti progressiste du Canada